# Akadémia (tudományos társaság)
Az akadémia jelentése ma iskola: művészeti, katonai, vagy speciális szakképző (mezőgazdasági, bányászati stb.) intézet. Másik jelentése a 17. század óta terjedt el: meghatározott alapelveket elfogadó értelmiségi társaság. Ennek megfelelően alakultak festészeti, irodalmi akadémiák.

## Tudományos akadémiák
A tudományos akadémiák valamely nemzet legmagasabb tudományos testületei. Az első jelentős tudományos akadémia az itáliai Accademia dei Lincei (1602) volt, ezt követte az angol Királyi Társaság (Royal Society 1662), a francia Académie des Sciences (1666), a Spanyol Királyi Akadémiát 1712-ben alapították. Oroszországban Nagy Péter cár 1724-ben Szentpéterváron  hozta létre a Cári Akadémiát. Az Egyesült Államok első tudós társaságát Benjamin Franklin hozta létre 1743-ban, Amerikai Filozófiai Társaság néven.
Angolszász területeken az 'akadémia' kifejezés szélesebb értelmet nyert. Magában foglalja (a tudományos társaság mellett) az összes tudományos fokozattal (Ph.D.) rendelkező embert mint társadalmi csoportot is.

### Magyar Tudományos Akadémia
A Magyar Tudományos Akadémiát gróf Széchenyi István alapította 1825-ben. Az MTA 1949-ben átvette a Szovjet Tudományos Akadémia modelljét: a tudományirányítás legfőbb állami szerve lett. Fokozatosan kutatóintézeti hálózat épült ki körülötte. Mai feladata egyszerre ellátni az intézethálózat irányítását és betölteni a legmagasabb nemzeti tudományos társaság szerepét.

## Kulturális akadémiák
Mintapéldájuk az 1634-ben alapított Francia Akadémia, amelynek célja a francia nyelv védelme és a francia kultúra népszerűsítése.

## Tudományos és kulturális akadémiák
Több országban a tudományos és kulturális akadémiák egy testületet alkotnak. Ilyen a Román Akadémia.